# Schloss Bitschin

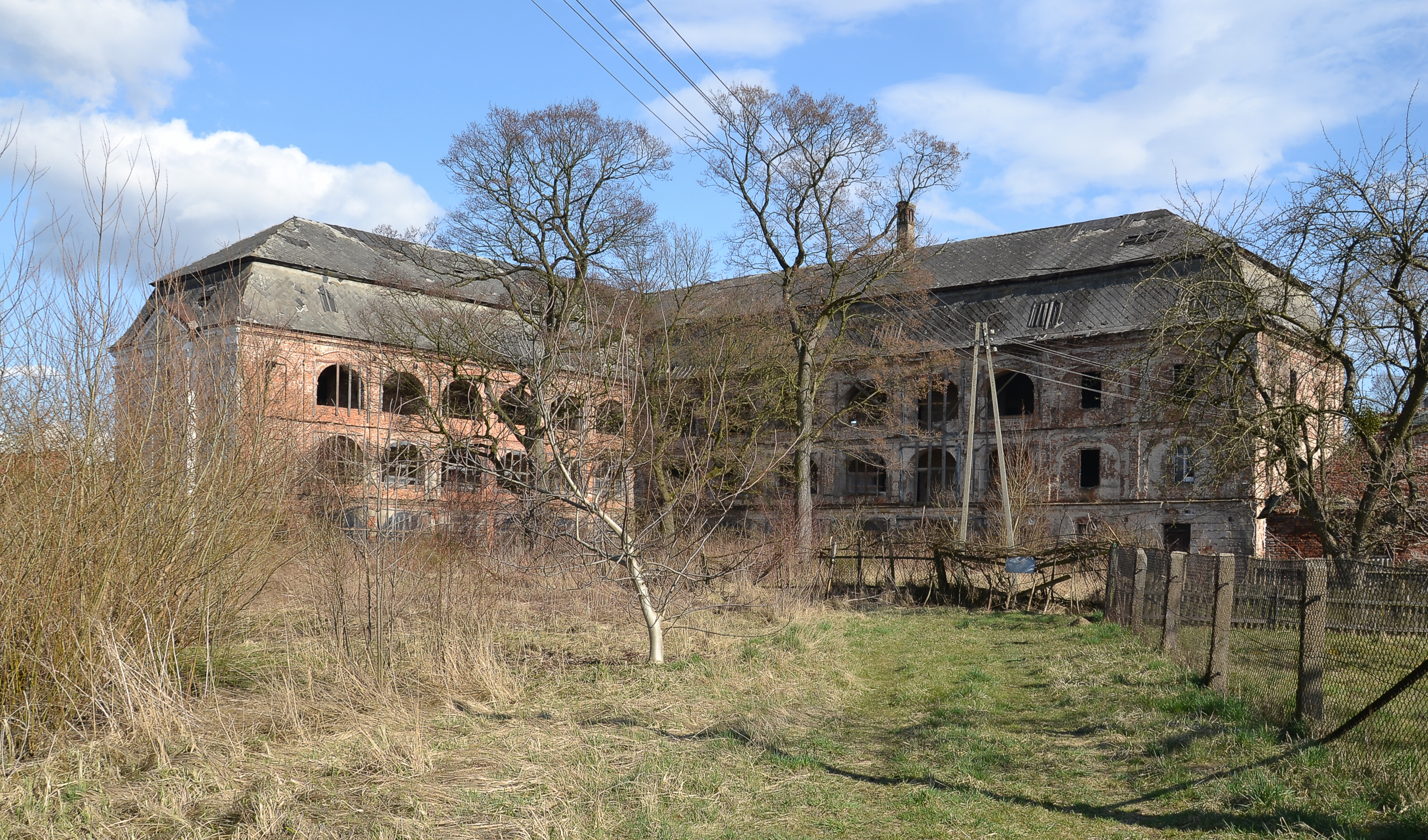
Schloss Bitschin

Das Schloss Bitschin (polnisch Pałac w Bycinie) befindet sich in Bycina (deutsch Bitschin) im Powiat Gliwicki der Woiwodschaft Schlesien in Polen.

## Geschichte
Das Schloss wurde Ende des 17. Jahrhunderts durch den Kanzler der Fürstentümer Oppeln und Ratibor Albert Leopold Graf Paczensky von Tenczin erbaut. Nach einem Brand im Jahr 1867 wurde es umgebaut. 1778 gelangte es an das Adelsgeschlecht Strachwitz und 1787 an die Seherr-Thoß. Ab dem Jahr 1845 besaßen es die Hohenlohe-Oehringen-Ingelfingen, die es nach einem Brand 1867 umbauten. Nach dem Übergang Schlesiens an Polen infolge des Zweiten Weltkriegs 1945 wurde die der Hl. Dreifaltigkeit geweihte Schlosskirche 1946 renoviert. Danach diente sie bis 1993 als Pfarrkirche.
Nach dem Zusammenbruch der Volksrepublik Polen wurde das Schlossgebäude von einem privaten Investor erworben. Zu Beginn des 21. Jahrhunderts wurde eine der Fassaden renoviert, danach wurden die Arbeiten eingestellt.

## Bauwerk
Der dreistöckige Barockbau mit Mansardendach steht auf L-förmigem Grundriss. Über einem Gartenportal befindet sich die Inschrift „Albertus Leopold: Comes a Tencin ann. D. 1700“. Die Südostfassade ist fünfzehnachsig. In der südöstlichen Ecke befindet sich die Kapelle der Hl. Dreifaltigkeit. Auf dem Gewölbe der Kapelle wurde um 1730 ein spätbarockes Gemälde ausgeführt, das unter anderem Mariä Himmelfahrt und die vier Evangelisten darstellt. Das Schloss kann derzeit nur von außen besichtigt werden.